# Via dei Montanini
Via dei Montanini è una strada di Siena, asse del Terzo di Camollia come prolungamento di via Banchi di Sopra e prosecuzione della via di Camollia.

## Storia e descrizione
Situata sull'antico percorso della via Francigena, presenta numerosi edifici storici, per lo più di aspetto cinque-seicentesco. Al 92 si trova palazzo Ottieri della Ciaia poi Costantini, risalente al XV secolo; davanti ad esso palazzo Turamini (poi Grisaldi del Taja), del Cinquecento; vicino all'innesto con Banchi di Sopra la strada fiancheggia il prospetto laterale di palazzo Tantucci. Il confine con Banchi di Sopra è segnalato da due torri che facevano parte di uno scomparso castellare medievale, una delle quali è detta "dei Montanini".
Tra le architetture religiose la chiesa di Sant'Andrea, preceduta da una scalinata, la chiesa di Santa Maria delle Nevi e l'oratorio di Sant'Anna in Sant'Onofrio.